# Alekszandr Nyikolajevics Szkrjabin
Alekszandr Nyikolajevics Szkrjabin (Moszkva, 1872. január 6. – Moszkva, 1915. április 27.) orosz zeneszerző, zongoraművész, a Muszorgszkij utáni orosz zene egyik legkiemelkedőbb tehetsége.

## Élete
Moszkvában született egy arisztokrata család gyermekeként (az ortodox időszámítás szerint 1871. december 25-én). Anyja koncertező zongorista volt, apja katonai szolgálatot teljesített. Még nem töltötte be első életévét, amikor anyja elhunyt tüdőbajban. Nem sokkal ezután apja Törökországba utazott diplomáciai megbízatással, a gyereket pedig nagyanyjára és nagynénjére hagyta. Az apa újranősült, aminek révén az egyke Alekszandrnak hirtelen több féltestvére is lett. Ljubov nagynénje, aki apjának vénlány testvére volt, remek amatőr zongorista volt, ő tanította először zongorázni kedves Szásáját. A fiúnak már ekkor észrevehető volt egyéniségének sajátos vonása: visszahúzódó, koravén, önző gyerek volt. A rangjabeli fiúgyerekek „kötelező” iskolájában, a katonai akadémián tanult kilenc évig. Emellett zenét tanult Nyikolaj Zverevnél, aki rajta kívül még egy sor tehetséggel foglalkozott, többek között Rahmanyinovval is. Szkrjabin és a hasonló korú Rahmanyinov szoros barátságot kötött. Szkrjabin rohamosan haladt a zongoratudásban, és hamarosan elnyerte társai elismerését.

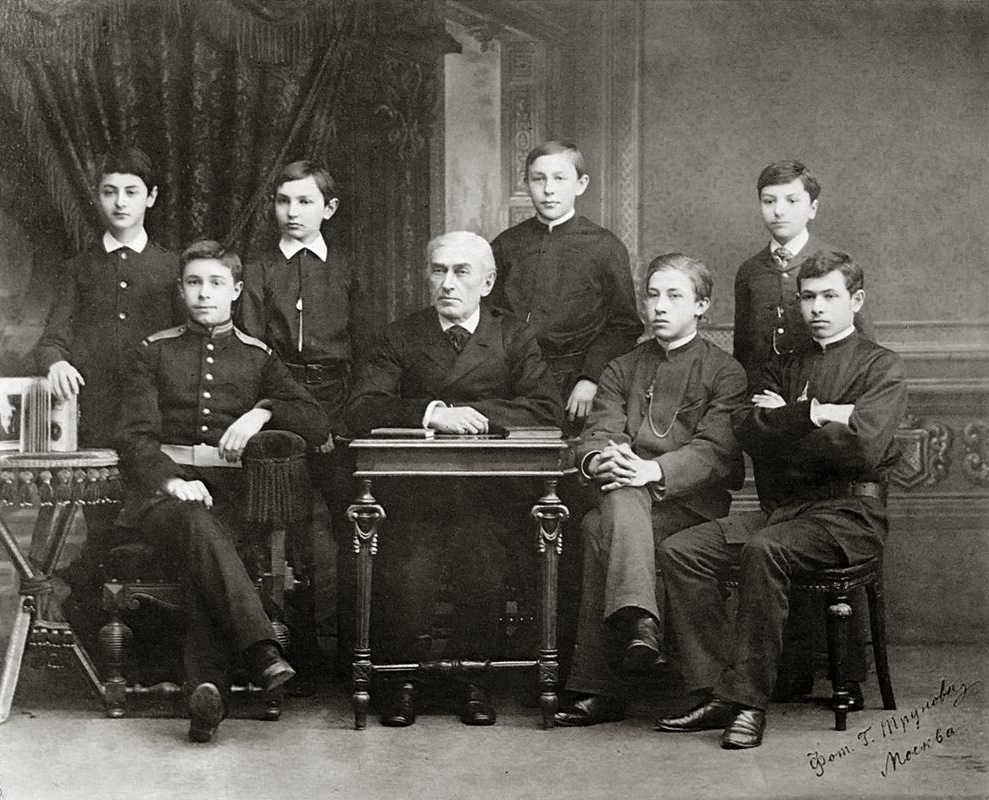
Zverev tanítványai körében. Balról jobbra: Samuelson, Szkrjabin, Makszimov, Rahmanyinov, Csernyajev, Keneman és Pressman.

Tizenhat évesen beiratkozott a moszkvai konzervatóriumba, ahol Szergej Tanyejev, Anton Arenszkij és Vaszilij Szafonov voltak a tanárai. Szkrjabin hamarosan neves zongoristává lett, annak ellenére, hogy kicsik voltak a kezei, amivel alig tudta átfogni az oktávot. A szigorú gyakorlás miatt (Liszt Don Juan fantáziáját és Balakirev Iszlaméjét tanulta) jobb keze súlyosan sérült (ekkor már Joszif Levin tanítványa volt), és az orvos semmi jóval nem kecsegtette. Szkrjabin erre írt egy nagyszabású darabot (f-moll szonáta), könyörgésül Istennek és a sorsnak. Meggyógyult, 1892-ben végzett kitüntetéses zongoristaként. Érdekesség, hogy zeneszerzésből nem kapott oklevelet, mert a vizsgáit rendszeresen elmulasztotta, ráadásul zeneelméletből igen gyenge eredményei voltak.
Első hivatásos hangversenyét 1894-ben adta Szentpétervárott, ahol saját zongoradarabjaiból is adott válogatást. A visszhang pozitív volt, így bátran vállalkozhatott újabb koncertekre Oroszországban és Európában is. A hangversenyeken saját művein kívül főleg Chopin, Liszt és Schumann darabjait játszotta. Koncertkörútjának csúcsa a kiemelkedő sikerű párizsi hangverseny volt 1898-ban. Itt jelent meg először mellette felesége, Vera Ivanovna Iszakovics. Még 1894-ben szerződést kötött Mitrofan Petrovics Belajev zenei kiadóval, aki támogatta és vállalkozott összes addigi művének a kiadására. 1897-től 1903-ig a moszkvai konzervatórium zongoraprofesszora volt. Ebben az időszakban komponálta Op. 8-as etűdsorozatát, hasonló nagyságú prelűd-ciklusát, három zongoraszonátáját és egyetlen zongoraversenyét. Később évekig külföldön élt és utazott (Franciaország, Olaszország, Svájc, Belgium, Észak-Amerika).
Szkrjabinnak több gyermeke is született, de ez nem gátolta abban, hogy elhagyja családját, és viszonyt kezdjen az őt feltétel nélkül csodáló tanítványával, Tatyjana Fjodorovna Schloezerrel. A válás későbbi, 1904-es svájci utazásukkor derült ki, ahova már nem a feleségével utazott.
Szkrjabin figyelme ekkoriban a szimfonikus művek felé fordult. 1900-ban mutatták be 1. szimfóniáját, amely hat tételre tagozódik, és zárótételében a kórus Szkrjabin saját szövegét énekli a művészet dicsőségéről. Ebben az időszakban misztikus-filozofikus gondolatok foglalták el figyelmét, ami egyre inkább elszigetelte a napi valóságtól, és gyakran hosszas, intellektuális, elvont jellegű polémiákba bonyolódott. Miszticizmusa révén zenei alkotásai bonyolultabbá, nehezen követhetővé, „egyre önállóbbakká, merészebbekké, valamint egyre összetettebbekké és disszonánsabbakká váltak”. 1905-ös 3. szimfóniája egyetlen hatalmas tételből áll, amelyben lírai és igen dinamikus részek váltakoznak egymással. 1908-ra megírta Le Poème de l'Extase (Az extázis költeménye) című, terjedelmes saját szövegére készült zenekari kompozícióját, amely tulajdonképpen 4. szimfóniájának számít. „Az elvont tartalmat sajátos eszközökkel kifejező kompozíció öt motívummal kíván öt különböző érzelmi-indulati állapotot érzékeltetni: a fuvola motívumával a vágyakozást, a harsonáéval a tiltakozást, a kürtökével a haragot; trombitán szólaltatja meg az akarat és a magabiztosság motívumait.” Érdekesség, hogy a szerző a bemutató előtt eljátszott néhány részletet a darabból barátainak (Rahmanyinov, Glazunov, Rimszkij-Korszakov), akik egy őrült látomásainak értékelték.
1910-től ismét Moszkvában tevékenykedett, és megírta utolsó öt, rendkívül sűrű szövetű és drámai hatású zongoraszonátáját, valamint utolsó zenekari darabját Prometheus (A tűz költeménye) címmel, amelyhez a zenei hangok mellé színorgonát is előírt, bár ez nem valósult meg a bemutatón. Nagyszabású összegző, szintetizáló misztériumjátékot tervezett, amely művészetének betetőzése lett volna (L'acte prèalable), de csak a szöveget alkotta meg, a zenének töredékei készültek el. Koncerten 1915-ben lépett fel utoljára Szentpétervárott, és még ebben az évben elhunyt. Mindössze 43 éves volt.

## Zenéje

Szkrjabin színes billentyűi

Szkrjabin színköre: a színek és a hangok kapcsolata

Szkrjabin műveinek stílusára kezdetben főleg Chopin hatott. Sajátos életszemlélete, a misztikus tanok iránti érdeklődés, majd azok hirdetése egyre jobban kihatottak zeneszerzői tevékenységére, egyre bonyolultabbá tették darabjait. Hozzájárult még ehhez, hogy Szkrjabinnak szinesztéziája volt, aminek következményeként a hangokhoz színek és fények társultak számára: minden hangnak megfelelt egy konkrét szín, vagy színárnyalat. Ezeket a megfelelőségeket színkörökben és a zongorabillentyűk színezésével szokás ábrázolni. „Stílusát a szélsőséges kromaticizmus jellemzi. Désir című zongoradarabjában eljut a politonalitás és az atonalitás határáig. … Akkordjait inkább kvartok, semmint tercek sorozatából építi. Prometheus című zenekari művének (1908) misztikus akkordja a c-fisz-b-e-a-d hangokból áll.” Egyfajta művészeti univerzalizmusra törekedett, de a tervezett szintézist, a Misztériumot – talán korai halála miatt – nem tudta megvalósítani. Ezt feljegyzései alapján Alekszandr Nyemtyin (1936–1999) próbálta elkészíteni.

## Műveiből

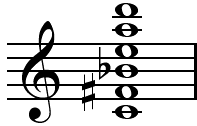
A „misztikus” akkord kottaképe

### Zenekari művek
- 1. (E-dúr) szimfónia, op. 26., 1900.
- 2. (c-moll) szimfónia, op. 29., 1901.
- 3. (c-moll) szimfónia, op. 43., 1905.
- Le Poème de l'Extase, op. 54., 1908.
- Promethée (Le Poème du Feu), op. 60., 1911.  Hallgasd meg a Prometheus „misztikus” akkordját!
- Zongoraverseny.

### Zongoradarabok
- 10 zongoraszonáta.
- Etűdök, prelűdök, impromptuk, mazurkák.
- Fantaisie.
- Poème tragique.
- Poème Nocturne.
- Poème satanique.
- 3 Morceaux.
- Vers la flamme.

## Hangfelvételek

### Szkrjabin művei mai előadásban
- Scriabin: The Complete Works (összes műve 18 CD-n, 2015, Decca 478 8168)
- 1. szimfónia, Op.26 – Youtube.com, Közzététel: 2013. nov. 27.
- 2. szimfónia, Op.29 – Youtube.com, Közzététel: 2013. nov. 29.
- 3. szimfónia (Isteni költemény), Op.43 – Youtube.com, Közzététel: 2014. nov. 17.
- Az eksztázis költeménye, Op.54 – Youtube.com, Közzététel: 2013. nov. 27.
- Prométheusz – A tűz költeménye,  – Youtube.com, Közzététel: 2010. szept. 14.
- Vers la flamme, Op.72 – Youtube.com, Közzététel: 2017. okt. 21.
- Fantasie, Op.28 – Youtube.com, Közzététel: 2016. nov. 17.
- Poème Tragique, Op.34 – Youtube.com, Közzététel: 2015. nov. 2.
- Poème-Nocturne, Op.61 – Youtube.com, Közzététel: 2015. febr. 23.
- A Nyemtyin által elkészített Misztérium, – Youtube.com, Közzététel: 2018. febr. 18.

### Szkrjabin előadásai
Op. 11. No. 1. (Szkrjabin játszik gépzongorán)

Op. 11. No. 2. (Szkrjabin játszik gépzongorán)

Op. 11. No. 4. (Szkrjabin játszik gépzongorán)

Mazurka, Op. 40. No. 2. (Szkrjabin játszik gépzongorán)

Prélude No. 1. Op. 67.

## Kották
- Scriabin, Aleksandr. International Music Score Library Project. (Hozzáférés: 2019. május 17.)